# Nouvelle initiative croate (Bosnie-Herzégovine)
 (octobre 2018).
Si vous disposez d'ouvrages ou d'articles de référence ou si vous connaissez des sites web de qualité traitant du thème abordé ici, merci de compléter l'article en donnant les références utiles à sa vérifiabilité et en les liant à la section « Notes et références ».
La Nova Hrvatska Inicijativa (NHI - Nouvelle initiative croate) est un parti politique croate de Bosnie-Herzégovine fondé en 1998. Elle est membre de l'Internationale démocrate centriste. Elle fusionne avec le Parti paysan croate de Bosnie-Herzégovine en 2007.